# Eosentomon matahari
Eosentomon matahari är en urinsektsart som beskrevs av Imadaté 1965. Eosentomon matahari ingår i släktet Eosentomon och familjen trakétrevfotingar. Inga underarter finns listade i Catalogue of Life.